# ザ・ヒッツ〜パワー・トゥ・ザ・ピープル
『ザ・ヒッツ〜パワー・トゥ・ザ・ピープル』(英語: Power To The People:The Hits)は、ジョン・レノンのベスト・アルバム。2010年10月6日にリリース。

## 概要
- ジョン・レノン生誕70周年記念の一環で制作されたベスト・アルバム。音源は最新リマスター音源（2010年）を採用。
- CDのみの通常盤と、本作の全収録曲のPVが収録されたDVD付のデラックス・エディションの2形態で発売。デラックス盤には、2万枚限定でOnlineユニヴァースへのアクセス・カードが封入されている。
- 同日には、オリジナルアルバム8作とボーナス・ディスク2枚の全11枚からなるボックス・セット「ジョン・レノンBOX」、およびオリジナルアルバムの単品（期間限定生産、そのうち「ダブル・ファンタジー」は2010年に新たにミックスを施した「ダブル・ファンタジー - ストリップド・ダウン」とオリジナル音源のリマスターとの2枚組で発売）が同時発売された。また1週間後には、コンピレーション・アルバム「ギミ・サム・トゥルース」が発売された。

## 収録曲
- CD、DVDともに収録内容・曲順は同一。

1. パワー・トゥ・ザ・ピープル -  Power to the People
2. 真実が欲しい - Gimme Some Truth
3. ウーマン - Woman
4. インスタント・カーマ - Instant Karma! (We All Shine On)
5. 真夜中を突っ走れ - Whatever Gets You Thru the Night
6. コールド・ターキー（冷たい七面鳥） - Cold Turkey
7. ジェラス・ガイ - Jealous Guy
8. 夢の夢 - #9 Dream
9. スターティング・オーヴァー - (Just Like) Starting Over
10. マインド・ゲームス - Mind Games
11. ウォッチング・ザ・ホイールズ - Watching The Wheels
12. スタンド・バイ・ミー - Stand By Me
13. イマジン - Imagine
14. ハッピー・クリスマス（戦争は終った） - Happy Xmas (War is Over)
15. 平和を我等に - Give Peace a Chance